# Aoqian
Aoqian (kinesiska: 澳前) är en köping i sydöstra Kina. Den ligger på Pingtanön i Pingtan härad i provinshuvudstaden Fuzhou i provinsen Fujian, omkring 87 kilometer sydost om centralaFuzhou. Antalet invånare är 42 856. Befolkningen består av 21 472 kvinnor och 21 384 män. Barn under 15 år utgör 20,0 %, vuxna 15-64 år 72 %, och äldre över 65 år 6,0 %.